# Campeonato marroquino de patinação artística no gelo
O Campeonato Marroquino de Patinação Artística no Gelo é uma competição nacional anual de patinação artística no gelo de Marrocos.
A competição determina os campeões nacionais e os representantes de Marrocos em competições internacionais como Campeonato Mundial, Campeonato Mundial Júnior, Campeonato dos Quatro Continentes e os Jogos Olímpicos de Inverno.

## Edições
| Ano (Edição) | Cidade sede | Sênior | Sênior | Ref   |
| Ano (Edição) | Cidade sede | M      | F      | Ref   |
| ------------ | ----------- | ------ | ------ | ----- |
| 2015         |             | •      | •      | [ 1 ] |

## Lista de medalhistas

### Sênior

#### Individual masculino
| Evento | Ouro                 | Prata                   | Bronze                  |
| 2015   | Abdessamade Sammoudi | nenhum outro competidor | nenhum outro competidor |

#### Individual feminino
| Evento | Ouro            | Prata                     | Bronze                    |
| 2015   | Zineb Ben Ammar | nenhuma outra competidora | nenhuma outra competidora |